# 德州科技职业学院
德州科技职业学院是一所位于中国山东省德州市的民办高等职业院校。德州校区位于山东省禹城市学院街566号，另于2003年在青岛开设了分校区，青岛校区位于山东省即墨市蓝村镇。学校最初成立于1988年。2001年，山东省人民政府批准建立德州科技职业学院。2023年位于德州市辖区的新校区竣工。